# Donna la prima donna/Giorni tristi
Donna la prima donna/Giorni tristi è il primo singolo discografico dei Nomadi, un gruppo musicale italiano; venne pubblicato in Italia dall'etichetta discografica Columbia nel 1965.

## Tracce
1. Donna la prima donna – 2:30 (testo: Mogol – musica: Dion DiMucci, Ernie Maresca)
2. Giorni tristi – 2:45 (testo: Toni Verona – musica: Odoardo Mozzarini)

## Formazione
- Beppe Carletti: tastiere
- Bila Copellini: batteria
- Gianni Coron: basso
- Augusto Daolio: voce
- Franco Midili: chitarra